# Heinersreuth
Heinersreuth ist eine Gemeinde im Landkreis Bayreuth (Regierungsbezirk Oberfranken) und liegt etwa vier Kilometer nordwestlich der Kreisstadt an der B 85. Zur politischen Gemeinde gehören seit der Gemeindegebietsreform im Jahr 1973 die ehemaligen Gemeinden Altenplos, Cottenbach und Unterwaiz.

## Geografie

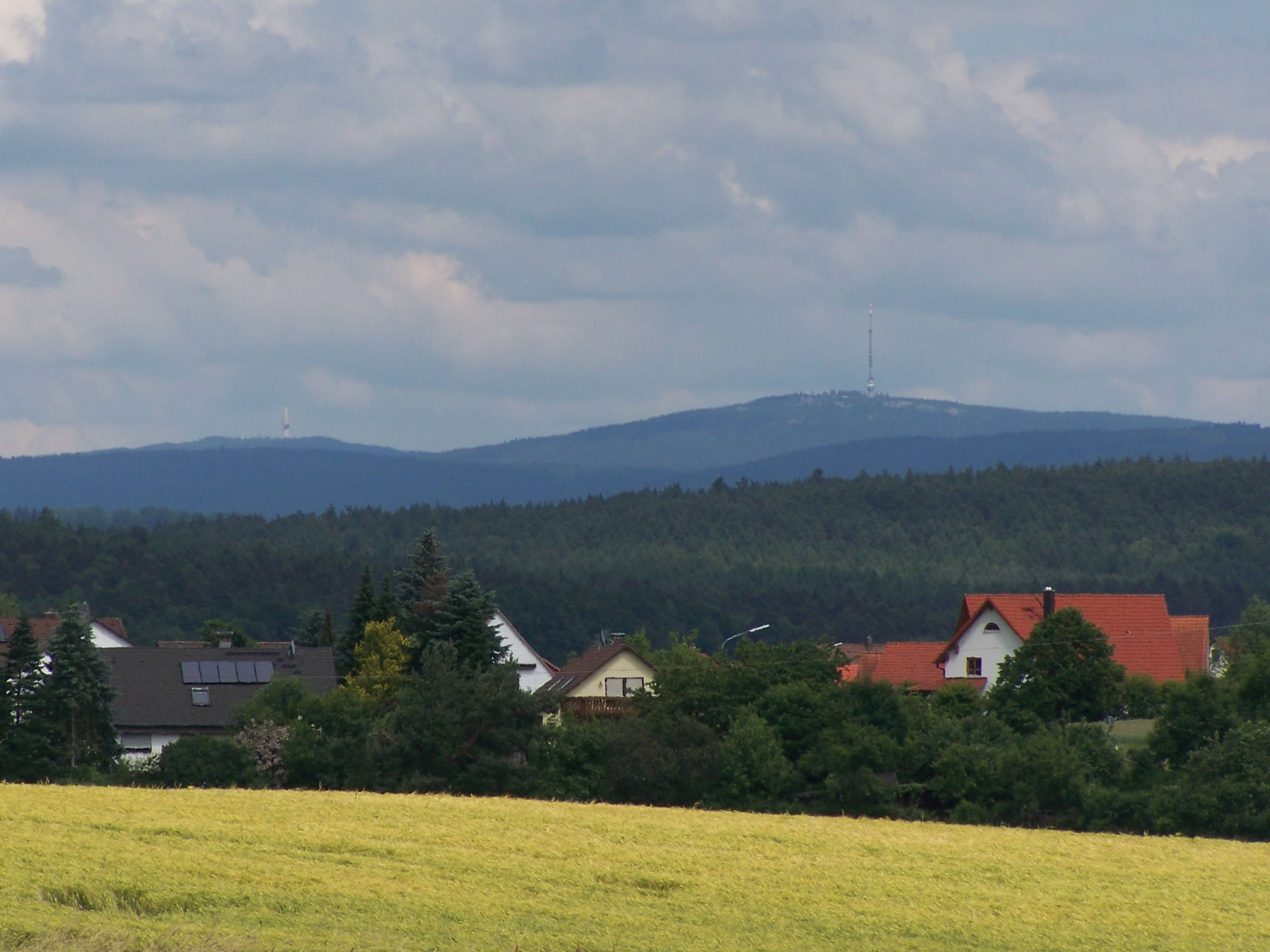
Heinersreuth von Westen mit dem Fichtelgebirge im Hintergrund

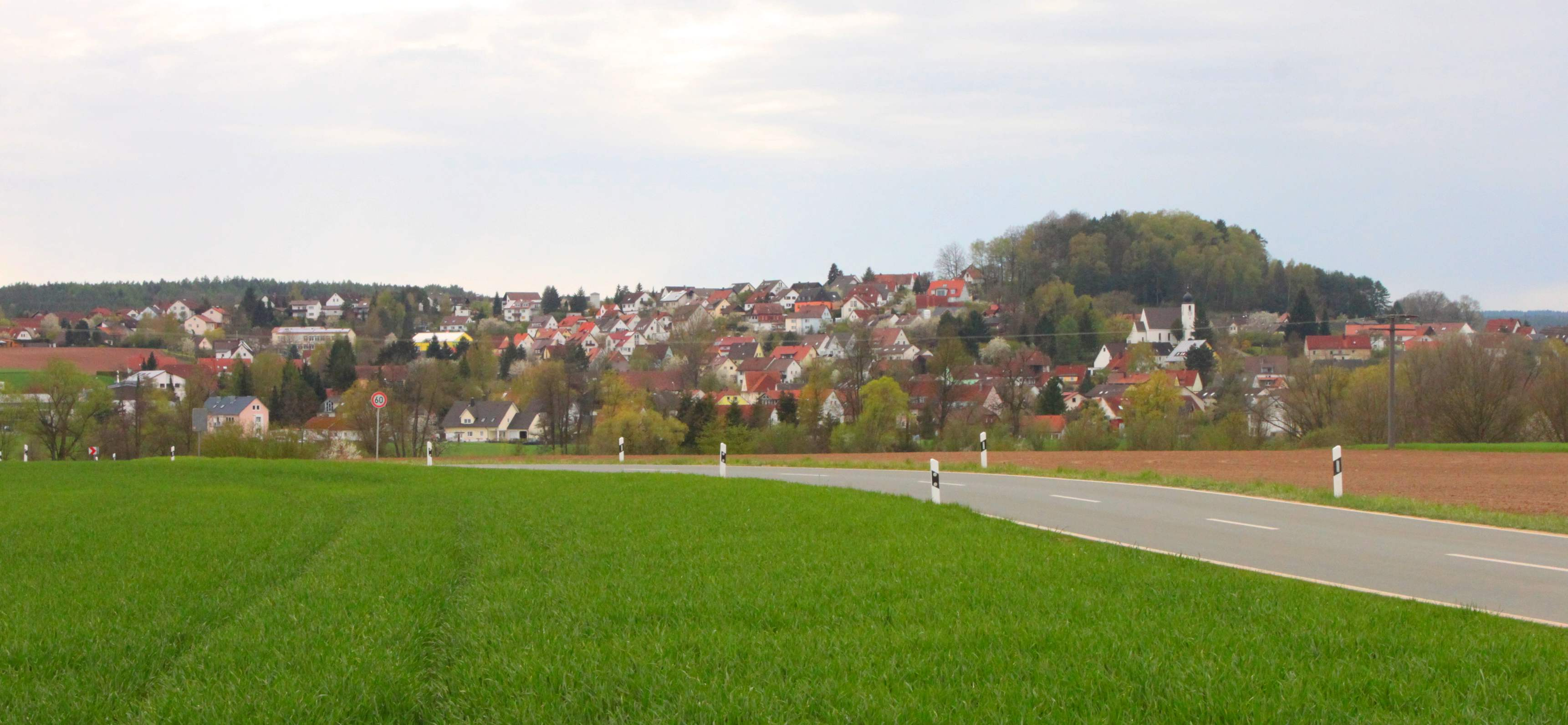
Heinersreuth von Osten mit dem Bleyer

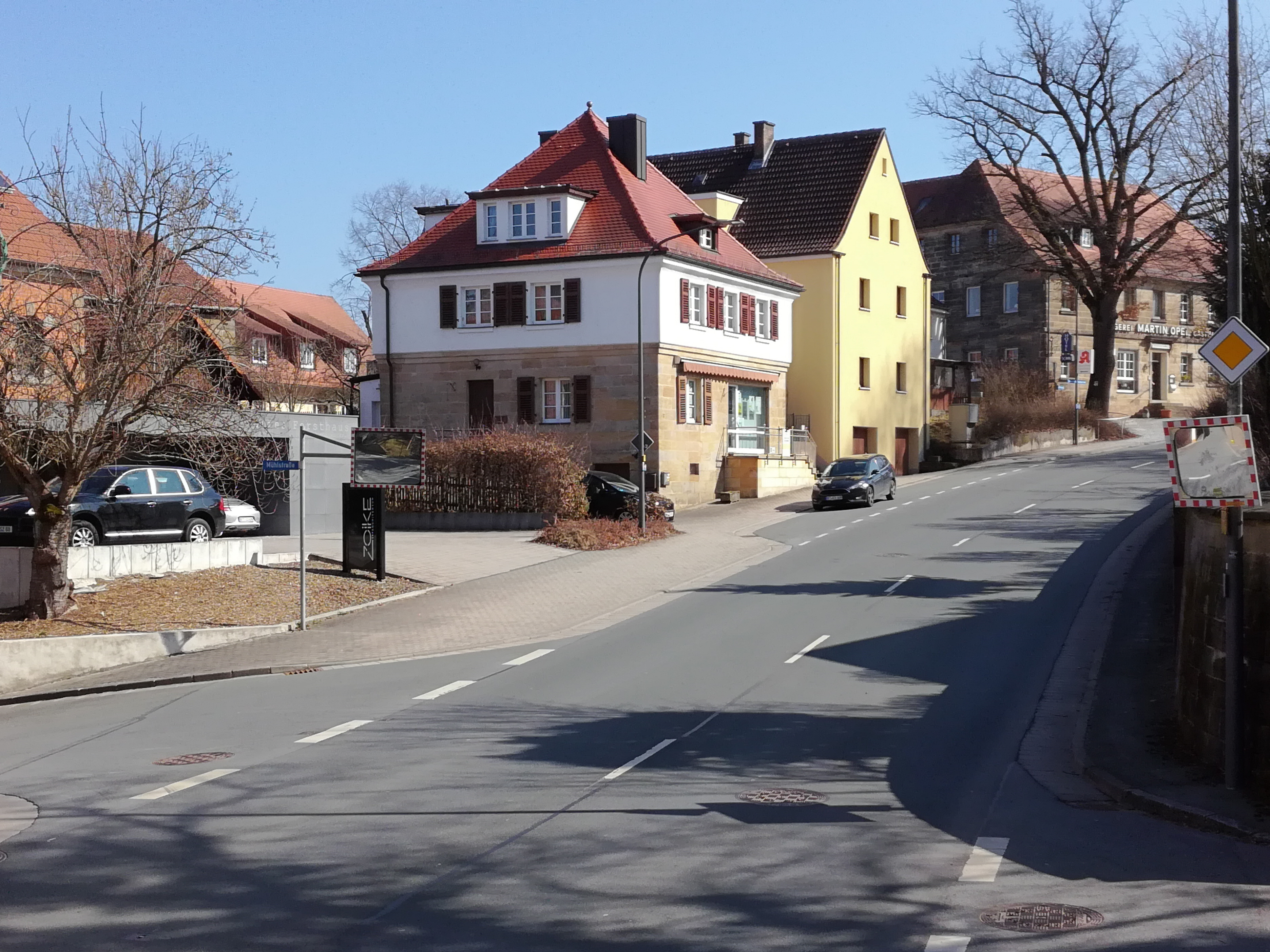
Kulmbacher Straße (B 85) in Heinersreuth

### Lage
Das Gemeindegebiet wird weitgehend vom Tal des Roten Mains geprägt. Der Fluss durchfließt auf rund fünf Kilometern das Gemeindegebiet von 324 m ü. NHN (Heinersreuth) auf 316 m ü. NHN (Altenplos).
Eine der höchsten Erhebungen des Gemeindegebiets ist der weithin sichtbare Bleyer (396 m ü. NHN), an dessen Hängen sich große Teile des Ortes Heinersreuth befinden.
Großräumig liegt die Gemeinde zwischen dem Fichtelgebirge und der Fränkischen Schweiz.

### Gemeindegliederung

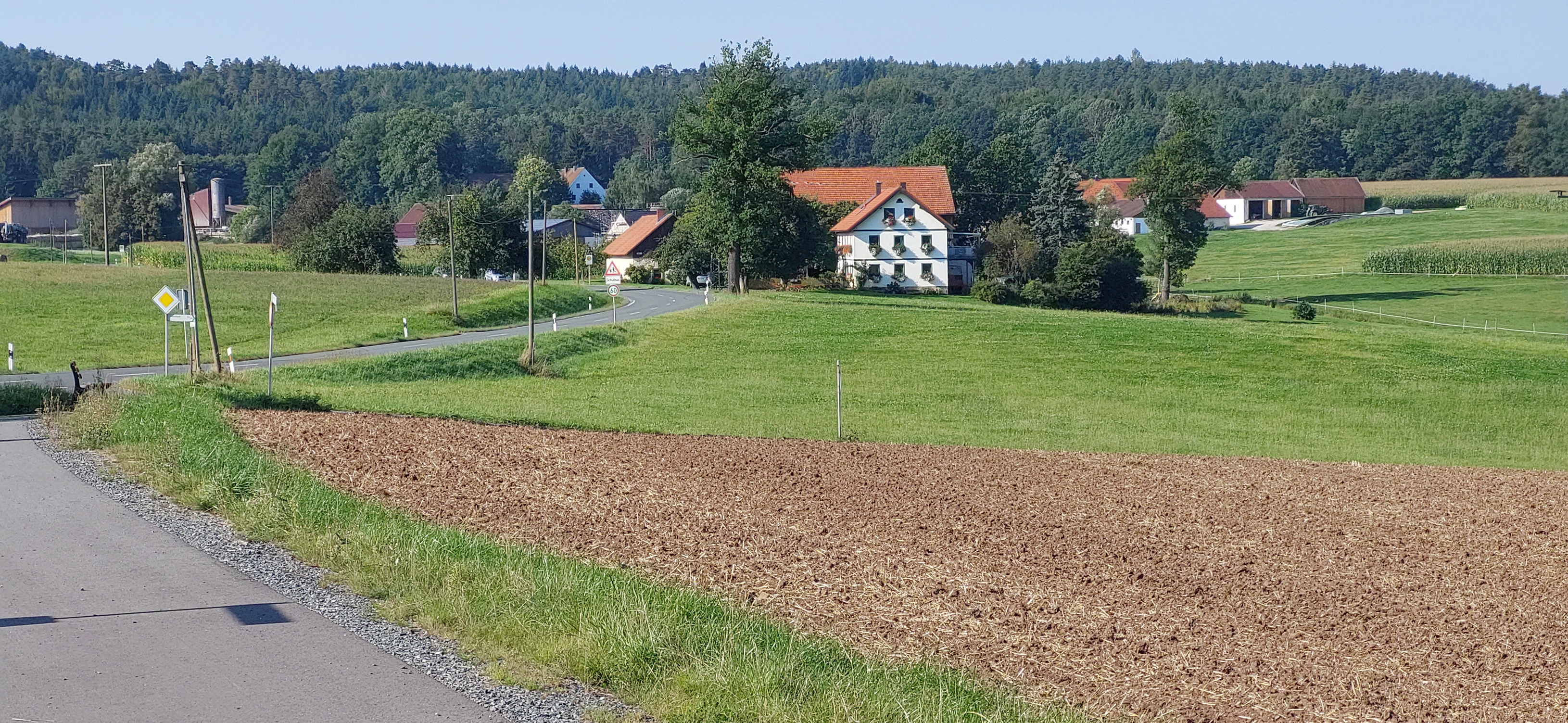
Vollhof (vorn) und Tannenbach an der Straße nach Eckersdorf

Es gibt 18 Gemeindeteile (in Klammern ist der Siedlungstyp angegeben):
- Altenplos (Dorf)
- Cottenbach (Dorf)
- Denzenlohe (Einöde)
- Dürrwiesen (Weiler)
- Flur (Einöde)
- Grüngraben (Dorf)
- Hahnenhof (Weiler)
- Heinersreuth (Pfarrdorf)
- Lichtentanne (Weiler)
- Martinsreuth (Einöde)
- Neuenplos (Weiler)
- Sorg (Weiler)
- Stockhaus (Einöde)
- Tannenbach (Weiler)
- Unterkonnersreuth (Dorf)
- Unterwaiz (Dorf)
- Vollhof (Weiler)
- Weikenreuth (Weiler)

Die Einöde Bleyer ist mittlerweile zur Wüstung geworden.
Es gibt auf dem Gemeindegebiet die Gemarkungen Altenplos, Cottenbach, Heinersreuth und Unterwaiz. Die Gemarkung Heinersreuth hat eine Fläche von 3,030 km². Sie ist in 1297 Flurstücke aufgeteilt, die eine durchschnittliche Flurstücksfläche von 2336,20 m² haben. In ihr liegen neben dem namensgebenden Ort die Gemeindeteile Denzenlohe, Flur und Tannenbach.

### Nachbargemeinden
Nachbargemeinden sind (von Norden beginnend im Uhrzeigersinn): Neudrossenfeld, Bindlach und Bayreuth.

## Geschichte

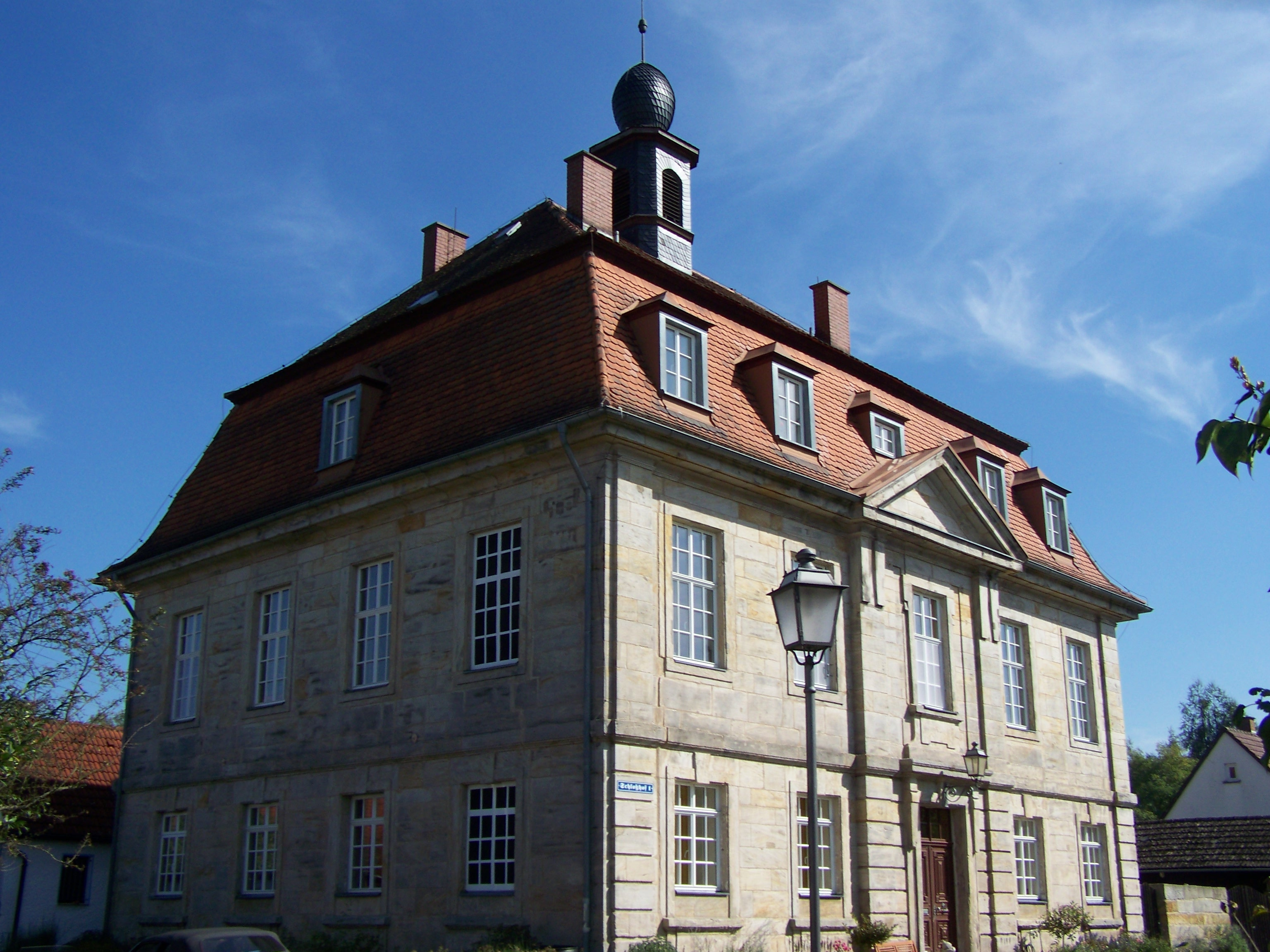
Schloss Altenplos (2010)

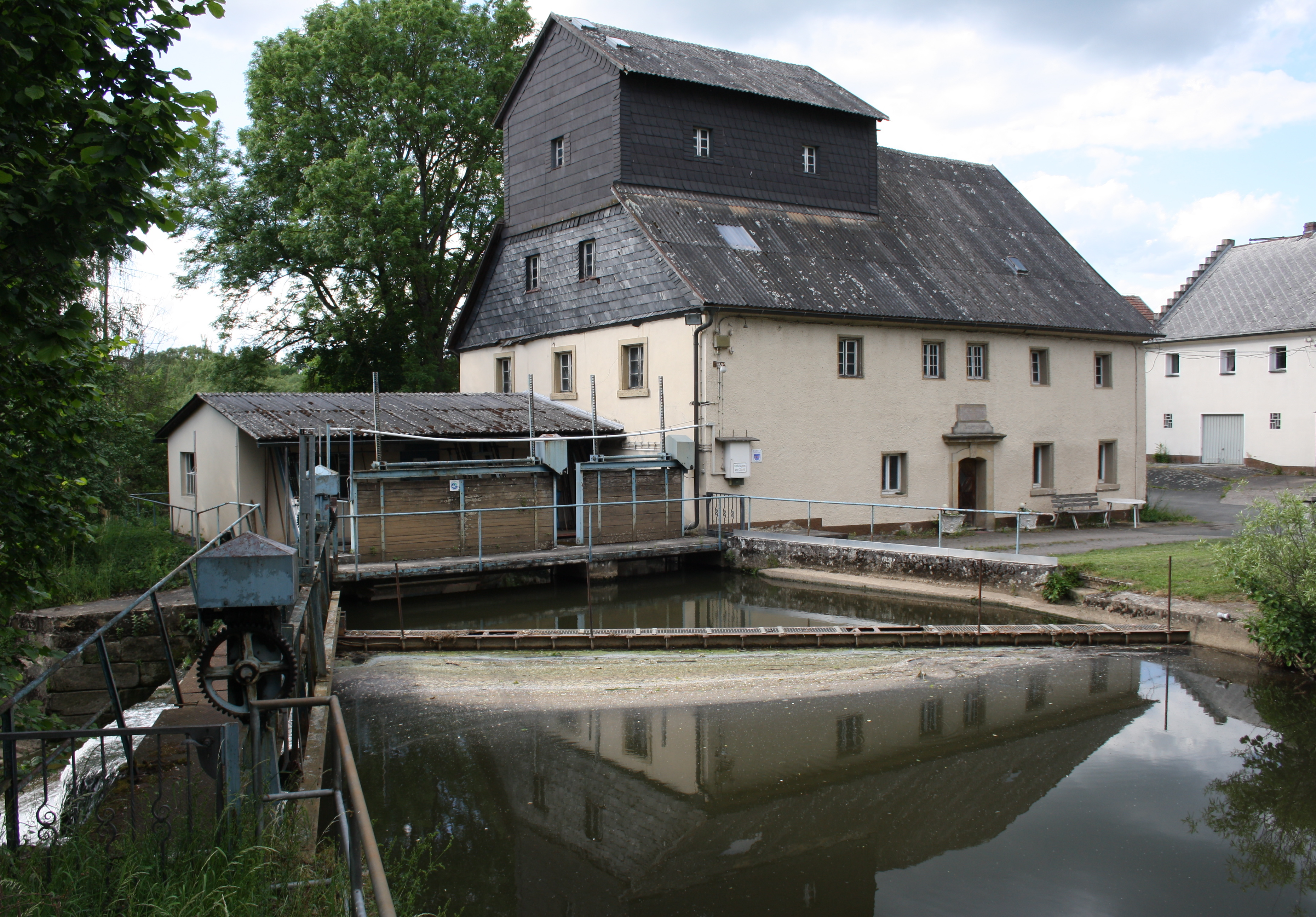
Wiesenmühle in Unterkonnersreuth

### Ortsgeschichte und Wappen
Der Ort wurde 1365 als „Heinrichsreut“ erstmals schriftlich erwähnt. Aus dem Grundwort -reuth kann man schließen, dass es sich um eine Rodungssiedlung handelte. Das Bestimmungswort Heinrich, verweist auf den Namen des Siedlungsgründers. 1398 wurde der Ort erstmals in der verkürzten Form „Heinrewt“ erwähnt. Das Wappen der Gemeinde erinnert an die Herren von Weiher, die in Heinersreuth von 1464 bis zu ihrem Aussterben 1604 und in Altenplos von 1464 bis 1549 als Grundherren nachweisbar sind, sowie an die Herren von Wallenrode, die von 1549 bis 1728 in Altenplos ansässig waren.
Im Gemeindeteil Altenplos nordwestlich des Kernortes befindet sich das um 1740 erbaute Schloss Altenplos, einst die Residenz der Freiherren von Stein. Das Barockgebäude wurde von dem Architekten Johann Friedrich Grael entworfen und auf den Resten einer spätmittelalterlichen Burg errichtet. Am Schloss wurden umfangreiche Renovierungsarbeiten vorgenommen, sodass sich das Gebäude in einem guten Zustand befindet.
Heinersreuth bildete mit Bleyer, Denzenlohe und Vollhof eine Realgemeinde. Gegen Ende des 18. Jahrhunderts gab es in Heinersreuth 44 Anwesen (ehemals ritterschaftliches Schlossgebäude mit Amtsstube, 1 Höflein, 2 Wirtshäuser mit Bräuhaus, 17 Söldengüter, 1 Schmiede, 1 Mahl- und Schneidmühle, 21 Tropfhäuser). Die Hochgerichtsbarkeit stand dem bayreuthischen Stadtvogteiamt Bayreuth zu. Die Dorf- und Gemeindeherrschaft und die Grundherrschaft über sämtliche Anwesen hatte die bayreuthische Amtsverwaltung Heinersreuth.
Von 1797 bis 1810 unterstand der Ort dem Justiz- und Kammeramt Bayreuth. Nachdem im Jahr 1810 das Königreich Bayern das Fürstentum Bayreuth käuflich erworben hatte, wurde Heinersreuth bayerisch. Infolge des Gemeindeedikts wurde Heinersreuth dem 1812 gebildeten Steuerdistrikt Altenplos zugewiesen. Zugleich entstand die Ruralgemeinde Heinersreuth, zu der Bleyer, Denzenlohe, Tannenbach und Vollhof gehörten; Flur wurde erst in der ersten Hälfte des 19. Jahrhunderts auf dem Gemeindegebiet gegründet. Die Gemeinde Heinersreuth war in Verwaltung und Gerichtsbarkeit dem Landgericht Bayreuth zugeordnet und in der Finanzverwaltung dem Rentamt Bayreuth (1919 in Finanzamt Bayreuth umbenannt). Ab 1862 gehörte sie zum Bezirksamt Bayreuth (1939 in Landkreis Bayreuth umbenannt). Die Gerichtsbarkeit blieb beim Landgericht Bayreuth (1879 in Amtsgericht Bayreuth umgewandelt). Die Gemeinde hatte 1961 eine Gebietsfläche von 3,026 km².

### Religionen
Die Bevölkerung ist überwiegend evangelisch.
Die evangelische Versöhnungskirche wurde 1937 eingeweiht. Bis dahin war Heilig Dreifaltigkeit (Bayreuth) zuständig.

### Eingemeindungen
Im Zuge der Gebietsreform in Bayern wurde am 1. Januar 1978 die Gemeinde Altenplos eingegliedert. Am 1. Mai 1978 kamen Cottenbach und Unterwaiz sowie ein Teil der aufgelösten Gemeinde Altdrossenfeld hinzu. Am 1. Januar 2011 wurde ein Teil der Gemarkung Bayreuth eingegliedert.

### Einwohnerentwicklung
Im Zeitraum von 1988 bis 2018 wuchs die Gemeinde von 3362 auf 3742 um 380 Einwohner bzw. um 11,3 %. Ein Höchststand wurde am 31. Dezember 1996 mit 3914 Einwohnern erreicht.
Auf dem Gebiet der Gemeinde lebten am 31. Dezember 2009 3746 Einwohner, nachdem im Jahre 2000 3756 gezählt worden waren.
Die folgende Tabelle zeigt die Einwohnerentwicklung der Gemarkungen zwischen 1840 und 1990, wobei die Spalte Sonstige die restlichen Gemeindeteile Dürrwiesen, Lichtentanne und Sorg betrifft.
Landwirtschaftlich geprägte Gemeindeteile, wie z. B. Cottenbach, haben eine eher stagnierende Einwohnerzahl, während sich die Einwohnerzahl der Gesamtgemeinde mehr als verdoppelt hat.
| Jahr | Altenplos | Cottenbach | Heinersreuth | Unterwaiz | Sonstige | Gesamt |
| ---- | --------- | ---------- | ------------ | --------- | -------- | ------ |
| 1840 | 0477      | 229        | 0522         | 147       | 49       | 1424   |
| 1871 | 0507      | 275        | 0645         | 157       | 45       | 1628   |
| 1900 | 0475      | 238        | 0705         | 184       | 51       | 1653   |
| 1925 | 0573      | 272        | 0917         | 160       | 52       | 1974   |
| 1939 | 0643      | 196        | 0991         | 186       | 53       | 2069   |
| 1950 | 0759      | 274        | 1207         | 257       | 74       | 2571   |
| 1956 | 0692      | 229        | 1175         | 227       | 90       | 2413   |
| 1960 | 0738      | 215        | 1178         | 237       | 66       | 2434   |
| 1965 | 0797      | 209        | 1292         | 223       | 96       | 2617   |
| 1970 | 0924      | 185        | 1350         | 229       | 37       | 2725   |
| 1975 | 0995      | 186        | 1464         | 274       | 54       | 2973   |
| 1980 | 1140      | 189        | 1585         | 278       | 60       | 3252   |
| 1985 | 1122      | 192        | 1613         | 258       | 51       | 3236   |
| 1990 | 1161      | 209        | 1956         | 249       | 52       | 3627   |

Gemeinde Heinersreuth
| Jahr      | 1822   | 1840   | 1852   | 1861   | 1867   | 1871   | 1875   | 1880   | 1885   | 1890   | 1895   | 1900   | 1905   | 1910   | 1919   | 1925   | 1933   | 1939   | 1946   | 1950   | 1961   | 1970   | 1987   | 1995 | 2005 | 2010   | 2015   | 2020   |
| Einwohner | 399    | 522    | 547    | 553    | 581    | 645    | 658    | 642    | 637    | 659    | 687    | 705    | 766    | 837    | 860    | 917    | 968    | 991    | 1186   | 1207   | 1226   | 1315   | 3301   | 3900 | 3809 | 3713   | 3683   | 3767   |
| Häuser    | 54     |        |        |        |        | 74     |        |        | 87     | 87     |        | 89     |        |        |        | 108    |        |        |        | 138    | 192    |        | 875    |      |      |        | 1179   | 1224   |
| Quelle    | [ 12 ] | [ 16 ] | [ 16 ] | [ 17 ] | [ 18 ] | [ 19 ] | [ 20 ] | [ 21 ] | [ 22 ] | [ 23 ] | [ 16 ] | [ 24 ] | [ 16 ] | [ 25 ] | [ 16 ] | [ 26 ] | [ 16 ] | [ 16 ] | [ 16 ] | [ 27 ] | [ 13 ] | [ 28 ] | [ 29 ] |      |      | [ 30 ] | [ 30 ] | [ 31 ] |

Ort Heinersreuth
| Jahr      | 001819 | 00 1822 | 001861 | 001871 | 001885 | 001900 | 001925 | 001950 | 001961 | 001970 | 001987 |
| Einwohner | 297    | 347     | 471    | 541    | 538    | 633    | 832    | 1134   | 1173   | 1263   | 1626   |
| Häuser    |        | 46      |        |        | 70     | 74     | 95     | 126    | 181    |        | 423    |
| Quelle    | [ 32 ] | [ 12 ]  | [ 17 ] | [ 19 ] | [ 22 ] | [ 24 ] | [ 26 ] | [ 27 ] | [ 13 ] | [ 28 ] | [ 29 ] |

## Politik

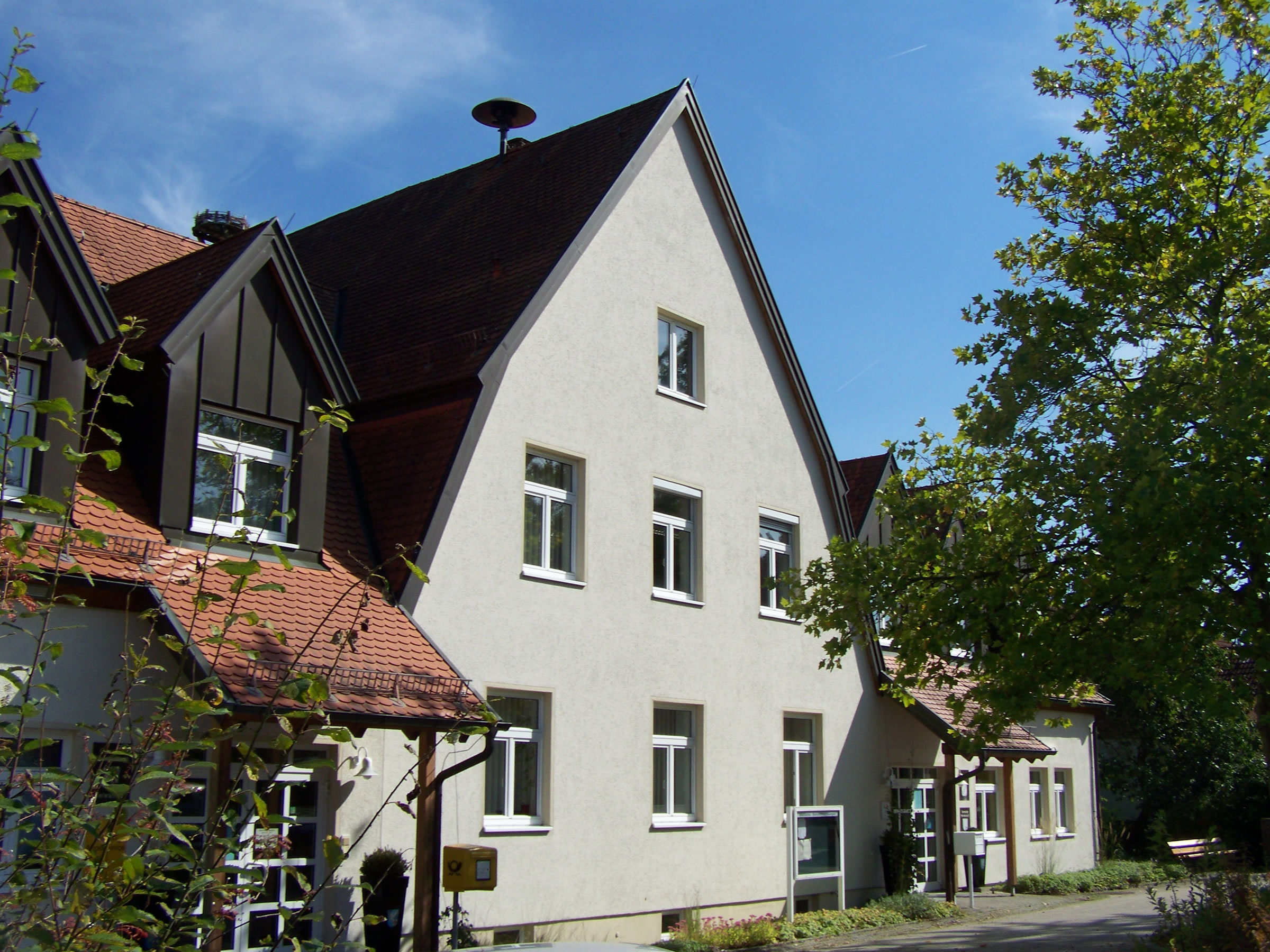
Rathaus (2010)

### Rathaus
Das Gebäude des Heinersreuther Rathauses wurde Anfang des 20. Jahrhunderts als Schulhaus erbaut. Nach Eröffnung des heutigen Schulhauses im Jahre 1963 waren zeitweise Mietwohnungen im Gebäude untergebracht.
Der Umbau zu einem modernen Rathaus begann im Herbst 1988 und dauerte zwei Jahre. Am 15. September 1990 wurde das Rathaus eingeweiht und mit einem Tag der offenen Tür den Einwohnern vorgestellt.

### Bürgermeister
Bürgermeister von 1996 bis 2014 war Hans Dötsch (SPD). Sein Vorgänger war Arnold Gebelein (SPD).
Im Mai 2014 übernahm mit Simone Kirschner (CSU) erstmals in der örtlichen Gemeindegeschichte eine Frau das Bürgermeisteramt.
2020 wurde sie als Erste Bürgermeisterin wiedergewählt.

### Gemeinderat
Die Kommunalwahlen 2002, 2008, 2014 und 2020 führten zu den folgenden Sitzverteilungen im Gemeinderat:
| Partei / Liste             | 2002  | 2008 | 2014  | 2020  |
| -------------------------- | ----- | ---- | ----- | ----- |
| CSU                        | 6     | 5    | 7     | 9     |
| SPD                        | 7     | 7    | 7     | 5     |
| FWG Heinersreuth-Altenplos | 3     | 2    | 2     | –     |
| Junge Liste Rotmaintal     | n. a. | 2    | n. a. | n. a. |
| Bündnis 90/Die Grünen      | –     | –    | –     | 2     |
| Gesamt                     | 16    | 16   | 16    | 16    |

Wegen fehlender Unterlagen beim Wahlvorschlag schloss der Wahlausschuss 1990 die SPD von der Gemeinderatswahl aus.

### Gemeindesteuern
Im Jahr 2010 betrugen die Gemeindesteuereinnahmen 2.216.000 €, davon waren 377.000 € Euro Gewerbesteuereinnahmen (netto).

### Wappen
Wappen
| Wappen von Heinersreuth | Blasonierung: „In Blau ein linksgewendeter, auffliegender silberner Reiher, der mit dem linken Fang ein silbernes Schildchen mit einer rautenförmig gestellten roten Gürtelschnalle trägt.“ |
| Wappen von Heinersreuth | Wappenbegründung: Im Gemeindewappen von Heinersreuth sind Wappen zweier für den Ort bedeutender Adelsfamilien vereinigt. Der Reiher stammt aus dem Wappen der Herren von Weiher, die in Heinersreuth von 1464 bis zu ihrem Aussterben 1604 und in Altenplos von 1464 bis 1549 als Grundherren nachweisbar sind. Die Gürtelschnalle stammt aus dem Wappen der Herren von Wallenrode, die von 1549 bis 1728 in Altenplos saßen. Dieses Wappen wird seit 1979 geführt. |

Flagge
Die Gemeindeflagge ist weiß-rot.

### Gemeindepartnerschaften
Die Gemeinde unterhält Partnerschaften mit folgenden Gemeinden:
- Fehring (Südoststeiermark)[38]
- Schwarzkollm (Ostsachsen)[39]

## Baudenkmäler

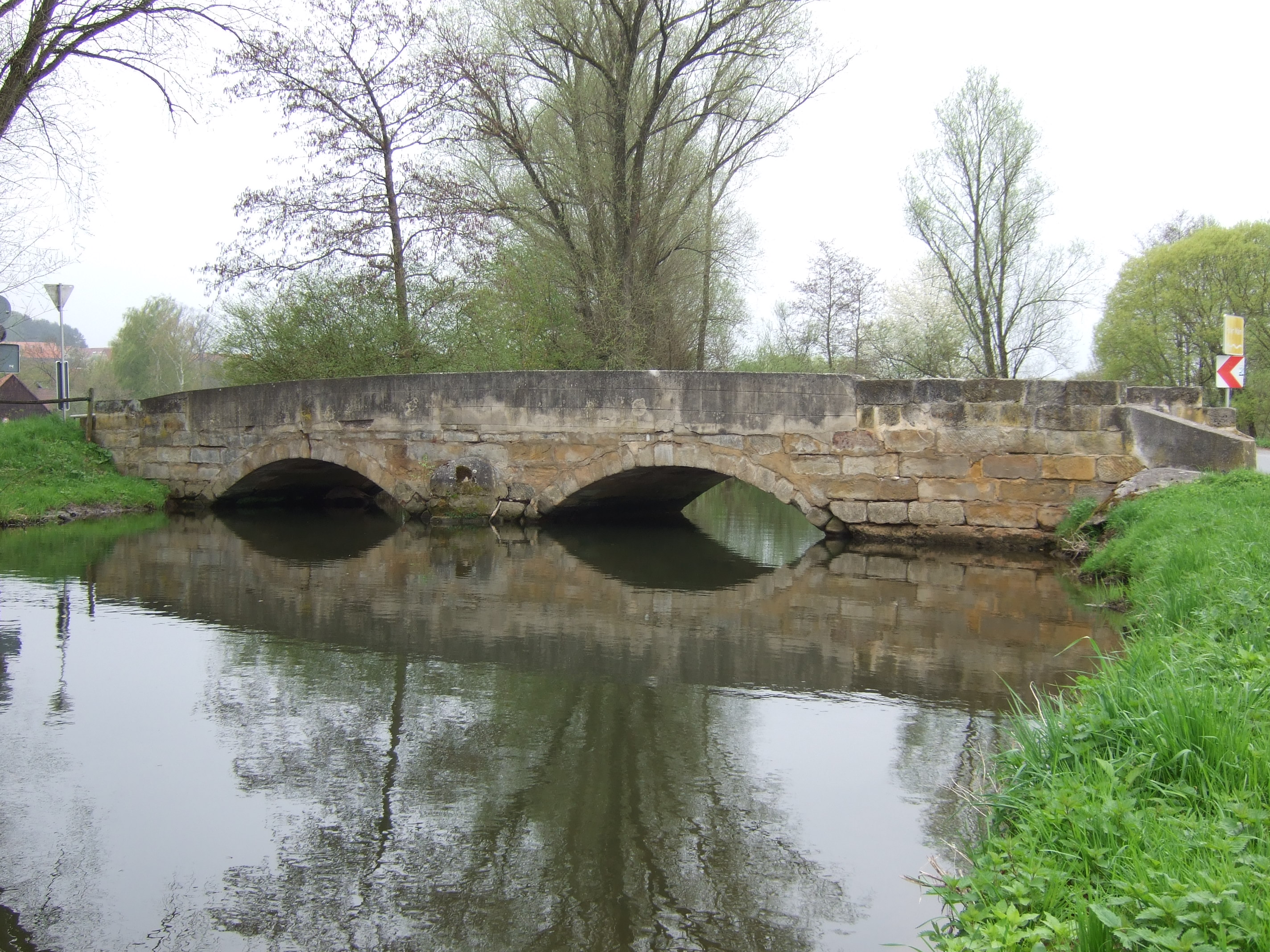
Angestauter Roter Main in Heinersreuth mit Brücke („Heubruck“) der Straße nach Cottenbach

- Zweibogige Sandsteinbrücke „Heubruck“[41] über den Roten Main aus der zweiten Hälfte des 18. Jahrhunderts. 2024 wurde bekannt, dass sie durch einen Neubau ersetzt werden soll.[42]
- Wiesenmühle Unterkonnersreuth

## Freizeit und Sport

### Wandern
In Heinersreuth gibt es einen Öko-Lehrpfad mit sechs beschilderten Stationen (Dorfrand, Auenwiesen, Wald, Main, Straße, Feld/Rain/Hecke). In der Gemeinde sind drei Übersichtskarten angebracht, auf denen fünf Wanderwege mit Längen zwischen 9 und 16 Kilometern ausgewiesen sind.

### Sport
In Heinersreuth sind seit 1921 mit dem SV Heinersreuth und dem SC Altenplos zwei Sportvereine vertreten, die neben Fußball auch Tennis, Tischtennis, Kegeln und Turnen/Gymnastik anbieten.
Die erste Fußball-Herrenmannschaft des SC Altenplos spielte in der Saison 2013/2014 in der Kreisliga II Bayreuth/Kulmbach und schloss die Saison als Tabellendritter ab. Die Mannschaft des SV Heinersreuth spielte in der Saison 2013/2014 in der Kreisklasse Bayreuth-Kulmbach 4 und konnte mit Rang 12 den Abstieg knapp verhindern.

## Wirtschaft und Infrastruktur

### Wirtschaft
Es gab 2023 nach der amtlichen Statistik 894 sozialversicherungspflichtig Beschäftigte am Arbeitsort, 1560 sozialversicherungspflichtig Beschäftigte am Wohnort und 56 Arbeitslose. Im verarbeitenden Gewerbe gab es drei Betriebe, im Bauhauptgewerbe sechs Betriebe. Zudem bestanden 16 landwirtschaftliche Betriebe mit einer landwirtschaftlich genutzten Fläche von 880 Hektar.

### Bildung
Im Jahr 2024 gab es folgende Bildungseinrichtungen:
- drei Kindergärten; von insgesamt 220 Kindergartenplätzen waren 203 belegt
- eine Volksschule mit 10 Lehrern für 150 Schüler (Schuljahr 2010/2011)

### Verkehr

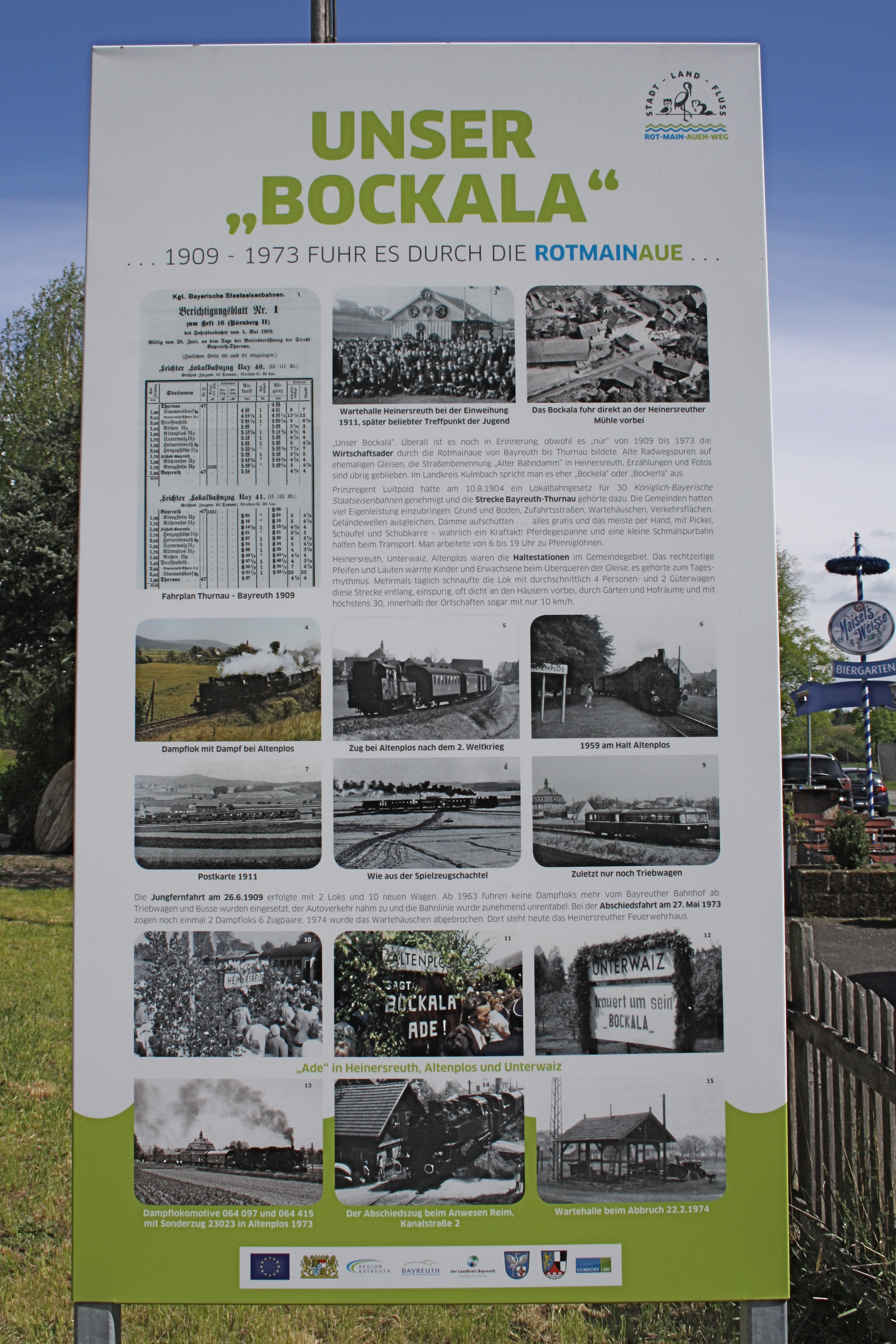
Infotafel zur stillgelegten Bahnstrecke Bayreuth–Thurnau–Kulmbach

Durch Heinersreuth führt die Bundesstraße 85, die in diesem Abschnitt Teil der Bier- und Burgenstraße ist. Sie verbindet den Ort mit Bayreuth (3,8 km südöstlich) bzw. mit Altenplos (2,5 km nordwestlich). Die Kreisstraße BT 14/BTs 14 führt nach Cottenbach (1,5 km östlich) bzw. über Tannenbach, Dörnhof und Forst nach Eckersdorf zur Bundesstraße 22 (5,2 km südwestlich).
Die Gemeinde Heinersreuth beantragte die Herabstufung der B 85 zur Staatsstraße. Das sollte nicht nur durch eine andere Beschilderung, sondern auch durch Rückbau, also Verengung der Straße, umgesetzt werden, um eine Reduzierung des Verkehrs um 70 % zu bewirken. Dies wurde kontrovers diskutiert, da andernorts umgekehrt an der B 85 Fahrbahnen verbreitert werden, um Gefahrstellen zu beseitigen. Hierfür beantragte die Gemeinde Heinersreuth die Verlegung der B 85 auf die A 70, was vom Bayerischen Innenministerium abgelehnt wurde, weil die Straße richtig eingestuft ist. Das Ministerium schrieb in seiner Begründung der Ablehnung, dass eine Entlastung nur durch eine Ortsumgehung möglich ist. Hierfür wurde bereits eine Machbarkeitsstudie erstellt. Ergebnis war, dass eine Umgehung auf beiden Seiten realisierbar ist. Wegen der 15.000 Fahrzeuge, die täglich durch Heinersreuth fahren, ist von einer hohen Entlastung des Ortskernes durch eine Umgehung auszugehen.
Heinersreuth lag an der Bahnstrecke Bayreuth Altstadt–Kulmbach. Der letzte Zug fuhr 1973 durch den Ort. Danach wurde die Strecke stillgelegt, die Gleise wurden entfernt.
Seit dem 1. Juni 2023 verkehren auf der als „Campus-Linie“ bezeichneten Buslinie 8354 an Werktagen stündlich Omnibusse zwischen Bayreuth und Kulmbach über Heinersreuth. Im Abschnitt Bayreuth – Heinersreuth – Neudrossenfeld ist die Bedienung auf einen Halbstundentakt verdichtet.

## Söhne und Töchter der Gemeinde
- Hans Friedel (1871–1937), kaufmännischer Direktor und Verwaltungsratsmitglied der Lonza AG (heute Lonza Group) in Basel, Präsident der Deutschen Handelskammer in der Schweiz, Gönner und Ehrenbürger seiner Heimatgemeinde
- Friedrich Schönauer (1904–1950), Gewerkschafter und Politiker, wurde im Ortsteil Altenplos geboren
- Hans Strobel (1911–1944), Leiter des Amtes Volkskunde und Feiergestaltung im Amt Rosenberg
- Wolfgang Josef Brehm (1948–2023), Künstler, Kunsterzieher, Bildhauer, Maler und Grafiker
- Rolf Schmidt-Holtz (* 1948), Journalist, ehemaliger Chefredakteur beim WDR und der Zeitschrift stern, seit 2001 Vorstandsvorsitzender der Bertelsmann Music Group (BMG)
- Gert Hübner (1962–2016), Germanist an der Universität Basel